# Sceloenopla dominicana
Sceloenopla dominicana es una especie de insecto coleóptero de la familia Chrysomelidae. Fue descrita científicamente en 2000 por Samuelson & Staines.